# Liste der denkmalgeschützten Objekte in Brhlovce
Die Liste der denkmalgeschützten Objekte in Brhlovce enthält die 34 nach slowakischen Denkmalschutzvorschriften geschützten Objekte in der Gemeinde Brhlovce im Okres Levice.

## Denkmäler
| Foto |                 | Denkmal / č. ÚZPF                                              | Standort / Konskr. Nr.                              | Offizielle Beschreibung                | Beschreibung                                                   | Metadaten                                                                   |
| ---- | --------------- | -------------------------------------------------------------- | --------------------------------------------------- | -------------------------------------- | -------------------------------------------------------------- | --------------------------------------------------------------------------- |
|      | Datei hochladen | Stall und Kammer(sk) ObjektID: 402-11672/0                     | KG: Dolné Brhlovce Konskr.Nr.:                      | kamenná;                               | steinern                                                       | č. NKP: 402-11672/0 Stand des NKP: 2012-02-08 Name: MAŠTAĽ S KOMOROU        |
| ja   | Datei hochladen | Gebäude in regionaltypischem Baustil(sk) ObjektID: 402-10818/0 | 38 Standort KG: Dolné Brhlovce Konskr.Nr.: 38       | murovaný                               |                                                                | č. NKP: 402-10818/0 Stand des NKP: 2012-02-08 Name: DOM ĽUDOVÝ S HOSP.ČASŤ. |
| BW   | Datei hochladen | volkstümliches Haus(sk) ObjektID: 402-2312/1                   | 109 Standort KG: Dolné Brhlovce Konskr.Nr.: 109     | kameň                                  | Stein                                                          | č. NKP: 402-2312/1 Stand des NKP: 2012-02-08 Name: DOM ĽUDOVÝ               |
|      | Datei hochladen | Felsenkeller(sk) ObjektID: 402-2312/2                          | 109 KG: Dolné Brhlovce Konskr.Nr.: 109              | skalná                                 |                                                                | č. NKP: 402-2312/2 Stand des NKP: 2012-02-08 Name: PIVNICA SKALNÁ           |
| ja   | Datei hochladen | volkstümliches Haus(sk) ObjektID: 402-2313/0                   | 118 Standort KG: Dolné Brhlovce Konskr.Nr.: 118     | kameň                                  | Stein                                                          | č. NKP: 402-2313/0 Stand des NKP: 2012-02-08 Name: DOM ĽUDOVÝ               |
| BW   | Datei hochladen | Felswohnungen(sk) ObjektID: 402-2314/0                         | 126 Standort KG: Dolné Brhlovce Konskr.Nr.: 126     | Skalné obydlie                         |                                                                | č. NKP: 402-2314/0 Stand des NKP: 2012-02-08 Name: SKALNÉ OBYDLIE           |
| BW   | Datei hochladen | Felswohnungen(sk) ObjektID: 402-2315/0                         | 127 Standort KG: Dolné Brhlovce Konskr.Nr.: 127     | Skalné obydlie                         |                                                                | č. NKP: 402-2315/0 Stand des NKP: 2012-02-08 Name: SKALNÉ OBYDLIE           |
| BW   | Datei hochladen | Felswohnungen(sk) ObjektID: 402-2316/0                         | 128 Standort KG: Dolné Brhlovce Konskr.Nr.: 128     | Skalné obydlie                         |                                                                | č. NKP: 402-2316/0 Stand des NKP: 2012-02-08 Name: SKALNÉ OBYDLIE           |
| BW   | Datei hochladen | Felswohnungen(sk) ObjektID: 402-2317/0                         | 129 Standort KG: Dolné Brhlovce Konskr.Nr.: 129     | Skalné obydlie                         |                                                                | č. NKP: 402-2317/0 Stand des NKP: 2012-02-08 Name: SKALNÉ OBYDLIE           |
|      | Datei hochladen | Felswohnungen(sk) ObjektID: 402-2318/0                         | 129 KG: Dolné Brhlovce Konskr.Nr.: 129              | Skalné obydlie                         |                                                                | č. NKP: 402-2318/0 Stand des NKP: 2012-02-08 Name: SKALNÉ OBYDLIE           |
|      | Datei hochladen | Felswohnungen(sk) ObjektID: 402-2319/0                         | 129 KG: Dolné Brhlovce Konskr.Nr.: 129              | Skalné obydlie                         |                                                                | č. NKP: 402-2319/0 Stand des NKP: 2012-02-08 Name: SKALNÉ OBYDLIE           |
|      | Datei hochladen | Felswohnungen(sk) ObjektID: 402-2320/0                         | 129 KG: Dolné Brhlovce Konskr.Nr.: 129              | Skalné obydlie                         |                                                                | č. NKP: 402-2320/0 Stand des NKP: 2012-02-08 Name: SKALNÉ OBYDLIE           |
| BW   | Datei hochladen | Felswohnungen(sk) ObjektID: 402-2321/0                         | 130 Standort KG: Dolné Brhlovce Konskr.Nr.: 130     |                                        |                                                                | č. NKP: 402-2321/0 Stand des NKP: 2012-02-08 Name: SKALNÉ OBYDLIE           |
| BW   | Datei hochladen | Felswohnungen(sk) ObjektID: 402-2322/0                         | 132 Standort KG: Dolné Brhlovce Konskr.Nr.: 132     | Obydlie skalné                         |                                                                | č. NKP: 402-2322/0 Stand des NKP: 2012-02-08 Name: SKALNÉ OBYDLIE           |
| BW   | Datei hochladen | Felswohnungen(sk) ObjektID: 402-2323/0                         | 133 Standort KG: Dolné Brhlovce Konskr.Nr.: 133     | Skalné obydlie                         |                                                                | č. NKP: 402-2323/0 Stand des NKP: 2012-02-08 Name: SKALNÉ OBYDLIE           |
| BW   | Datei hochladen | Felswohnungen(sk) ObjektID: 402-2324/0                         | 135 Standort KG: Dolné Brhlovce Konskr.Nr.: 135,122 | Skalné obydlie                         |                                                                | č. NKP: 402-2324/0 Stand des NKP: 2012-02-08 Name: SKALNÉ OBYDLIE           |
| BW   | Datei hochladen | Felswohnungen(sk) ObjektID: 402-2325/0                         | 136 Standort KG: Dolné Brhlovce Konskr.Nr.: 136     | Skalné obydlie                         |                                                                | č. NKP: 402-2325/0 Stand des NKP: 2012-02-08 Name: SKALNÉ OBYDLIE           |
| BW   | Datei hochladen | volkstümliches Haus(sk) ObjektID: 402-2326/1                   | 137 Standort KG: Dolné Brhlovce Konskr.Nr.: 137     | kameň;                                 | Stein                                                          | č. NKP: 402-2326/1 Stand des NKP: 2012-02-08 Name: DOM ĽUDOVÝ               |
| ja   | Datei hochladen | Felsenkeller(sk) ObjektID: 402-2326/2                          | 137 KG: Dolné Brhlovce Konskr.Nr.: 137              | skalná;                                |                                                                | č. NKP: 402-2326/2 Stand des NKP: 2012-02-08 Name: PIVNICA SKALNÁ           |
| BW   | Datei hochladen | Felswohnungen(sk) ObjektID: 402-2327/0                         | 138 Standort KG: Dolné Brhlovce Konskr.Nr.: 138     | skalné;Skalné obydlie                  |                                                                | č. NKP: 402-2327/0 Stand des NKP: 2012-02-08 Name: SKALNÉ OBYDLIE           |
| BW   | Datei hochladen | Felswohnungen(sk) ObjektID: 402-2328/0                         | 139 Standort KG: Dolné Brhlovce Konskr.Nr.: 139     | skalné;Skalné obydlie                  |                                                                | č. NKP: 402-2328/0 Stand des NKP: 2012-02-08 Name: SKALNÉ OBYDLIE           |
| BW   | Datei hochladen | volkstümliches Haus(sk) ObjektID: 402-10483/0                  | 139 Standort KG: Dolné Brhlovce Konskr.Nr.: 139     | kameň;                                 | Stein                                                          | č. NKP: 402-10483/0 Stand des NKP: 2012-02-08 Name: DOM ĽUDOVÝ              |
| BW   | Datei hochladen | Felswohnungen(sk) ObjektID: 402-2329/0                         | 140 Standort KG: Dolné Brhlovce Konskr.Nr.: 140,141 | Skalné obydlie                         |                                                                | č. NKP: 402-2329/0 Stand des NKP: 2012-02-08 Name: SKALNÉ OBYDLIE           |
| BW   | Datei hochladen | Felswohnungen(sk) ObjektID: 402-2330/0                         | 141 Standort KG: Dolné Brhlovce Konskr.Nr.: 141     | skalné;Skalné obydlie                  |                                                                | č. NKP: 402-2330/0 Stand des NKP: 2012-02-08 Name: SKALNÉ OBYDLIE           |
| BW   | Datei hochladen | Felswohnungen(sk) ObjektID: 402-2331/1                         | 142 Standort KG: Dolné Brhlovce Konskr.Nr.: 142     | skalné;Skalné obydlie                  |                                                                | č. NKP: 402-2331/1 Stand des NKP: 2012-02-08 Name: SKALNÉ OBYDLIE           |
| ja   | Datei hochladen | volkstümliches Haus 1(sk) ObjektID: 402-2331/2                 | 142 KG: Dolné Brhlovce Konskr.Nr.: 142              | kameň;starší dom                       |                                                                | č. NKP: 402-2331/2 Stand des NKP: 2012-02-08 Name: DOM ĽUDOVÝ I.            |
| ja   | Datei hochladen | volkstümliches Haus 2(sk) ObjektID: 402-2331/3                 | 142 KG: Dolné Brhlovce Konskr.Nr.: 142              | kameň;novší dom                        | Stein, Neubau                                                  | č. NKP: 402-2331/3 Stand des NKP: 2012-02-08 Name: DOM ĽUDOVÝ II.           |
| BW   | Datei hochladen | Felswohnungen(sk) ObjektID: 402-2332/0                         | 143 Standort KG: Dolné Brhlovce Konskr.Nr.: 143     | skalné;Skalné obydlie                  |                                                                | č. NKP: 402-2332/0 Stand des NKP: 2012-02-08 Name: SKALNÉ OBYDLIE           |
| BW   | Datei hochladen | Felswohnungen(sk) ObjektID: 402-2333/0                         | 144 Standort KG: Dolné Brhlovce Konskr.Nr.: 144     |                                        |                                                                | č. NKP: 402-2333/0 Stand des NKP: 2012-02-08 Name: SKALNÉ OBYDLIE           |
| BW   | Datei hochladen | Felswohnungen(sk) ObjektID: 402-2335/0                         | 146 Standort KG: Dolné Brhlovce Konskr.Nr.: 146     | Skalné obydlie                         |                                                                | č. NKP: 402-2335/0 Stand des NKP: 2012-02-08 Name: SKALNÉ OBYDLIE           |
| BW   | Datei hochladen | Felswohnungen(sk) ObjektID: 402-2334/0                         | 147 Standort KG: Dolné Brhlovce Konskr.Nr.: 147     | Skalné obydlie                         |                                                                | č. NKP: 402-2334/0 Stand des NKP: 2012-02-08 Name: SKALNÉ OBYDLIE           |
| BW   | Datei hochladen | Felswohnungen(sk) ObjektID: 402-2336/0                         | 148 Standort KG: Dolné Brhlovce Konskr.Nr.: 148     | Skalné obydlie                         |                                                                | č. NKP: 402-2336/0 Stand des NKP: 2012-02-08 Name: SKALNÉ OBYDLIE           |
| ja   | Datei hochladen | Schloss(sk) ObjektID: 402-2169/0                               | 24,25 Standort KG: Horné Brhlovce Konskr.Nr.: 24,25 | solitér;                               |                                                                | č. NKP: 402-2169/0 Stand des NKP: 2012-02-08 Name: KAŠTIEĽ                  |
| ja   | Datei hochladen | Kirche(sk) ObjektID: 402-10845/0                               | 159 Standort KG: Horné Brhlovce Konskr.Nr.: 159     | r.k.P.M.Sedembolestnej;filiálny kostol | römisch-katholische Filialkirche Jungfrau der sieben Schmerzen | č. NKP: 402-10845/0 Stand des NKP: 2012-02-08 Name: KOSTOL                  |

## Legende
Die Tabelle enthält im Einzelnen folgende Informationen:
| Foto:                    | Fotografie des Denkmals. |
| Denkmal / č. ÚZPF:       | Die Übersetzung der Bezeichnung des Denkmals, wie sie vom Slowakischen Denkmalamt (Pamiatkový úrad Slovenskej republiky) verwendet wird. Die Originalbezeichnung ist unter dem Fragezeichen angegeben. Fehlt die Übersetzung, so wird die Originalbezeichnung direkt angezeigt. Weiters ist die Objekt-Identifikationsnummer (Objekt ID) angeführt. Sie ist die offizielle, in der Slowakei eindeutige Nummer č. ÚZPF inklusive der zugehörigen Zählnummer, wie sie in den Daten des Denkmalamtes angegeben wird. Da diese nur innerhalb eines Landkreises gezählt wird, ist dessen Nummer der Denkmalnummer vorangestellt. |
| Standort:                | Wenn in der Liste vorhanden, ist die Adresse angegeben. In Klammern kann sich noch eine zusätzliche Adresse befinden, wenn es beispielsweise ein Eckhaus ist. Bei freistehenden Objekten ohne Adresse (zum Beispiel bei Bildstöcken) ist eine Adresse angegeben, die in der Nähe des Objekts liegt. Durch Aufruf des Links Standort wird die Lage des Denkmals in verschiedenen Kartenprojekten angezeigt. Darunter sind die Katastralgemeinde (KG) und, wenn vorhanden, die Konskriptionsnummer (Konskr. Nr.) angegeben.                                                                                                   |
| Offizielle Beschreibung: | Es ist die Kurzbeschreibung auf Slowakisch, wie sie in den offiziellen Listen angegeben ist, eingetragen. |
| Beschreibung:            | Kurze Angaben zum Denkmal auf Deutsch. |
| Metadaten:               | Zusätzlich werden, wenn in den persönlichen Einstellungen das Helferlein Dauerhaftes Einblenden von Metadaten aktiviert ist, ebensolche angezeigt. |

- Karte mit allen Koordinaten:
- OSM |
- WikiMap